# Rudolf Leopold

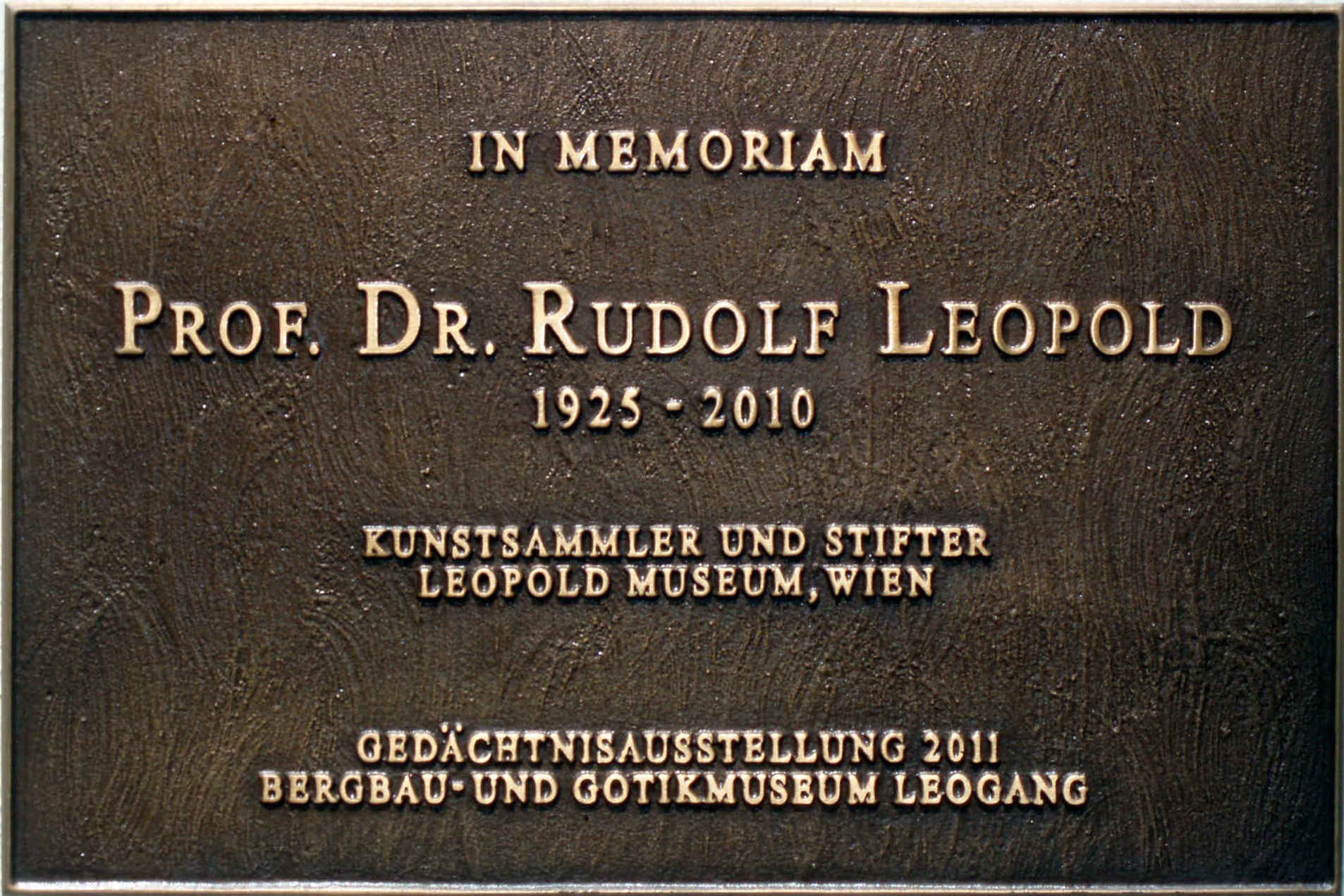
Gedenktafel für Rudolf Leopold in Leogang

Rudolf Leopold (* 1. März 1925 in Wien; † 29. Juni 2010 ebenda) war ein österreichischer Augenarzt, Kunstsammler und museologischer Direktor des nach ihm benannten Leopold Museum im Wiener MuseumsQuartier. Seine Sammlung, die mehr als fünftausend Kunstwerke umfasst, wurde 1994 vollständig in die Leopold Museum-Privatstiftung eingebracht, deren Stifter die Republik Österreich, die Oesterreichische Nationalbank und Rudolf Leopold selbst waren.
Der Schwerpunkt der Sammlung liegt auf österreichischer Kunst des 19. und der ersten Hälfte des 20. Jahrhunderts, insbesondere auf der Wiener Moderne. Das Leopold Museum beherbergt die weltweit größte und kunsthistorisch bedeutendste Sammlung von Werken Egon Schieles sowie wesentliche Werke seiner Zeitgenossen Gustav Klimt, Oskar Kokoschka und Richard Gerstl. Darüber hinaus zeigt das Museum kunstgewerbliche Objekte des Wiener Secessionismus, darunter Möbel, Schmuck und andere Gebrauchsgegenstände der Wiener Werkstätte. Es gilt heute als führende Institution des legendären Phänomens „Wien um 1900“, das in einer umfassenden, drei Stockwerke füllenden Ausstellung in all seinen Facetten erlebbar wird.

## Leben und Wirken

### Allgemein
Rudolf Leopold wurde 1925 in eine mittelständische Beamtenfamilie geboren, die enge Verbindungen zur Christlich-Sozialen Partei und ihrem späteren Kanzler Engelbert Dollfuß unterhielt. Dollfuß wurde 1934 von österreichischen Nationalsozialisten ermordet. Unmittelbar nach dem sogenannten „Anschluss“ im März 1938, durch den die Erste Republik Teil des nationalsozialistischen Deutschen Reichs wurde, geriet Leopolds Onkel August Kargl, ein prominenter konservativer Politiker in Niederösterreich, ins Visier des Regimes. Er wurde im sogenannten „Prominententransport“ ins KZ Mauthausen deportiert, nach drei Monaten jedoch wieder freigelassen. Zwar verlor er alle öffentlichen Ämter, doch konnte er mit Hilfe des familieneigenen Bauunternehmens und Ziegelwerks in Langenlois mehrere jüdische Familien vor der Deportation und dem sicheren Tod retten. Als Zeichen der Anerkennung stifteten die Geretteten zehn Bäume, die vom Jewish National Fund „in eternal memory of this friend of mankind“ gepflanzt wurden und heute Teil des Mount Herzl in Jerusalem sind.
Im Alter von vierzehn Jahren, als 1939 der Zweite Weltkrieg ausbrach, entzog sich Rudolf Leopold der Einberufung in die Wehrmacht zunächst durch gefälschte psychiatrische Gutachten und später durch Flucht und Versteck in einem kleinen Ort in den österreichischen Alpen. Nach Kriegsende nahm er an der Universität Wien ein Studium der Augenheilkunde auf, das er 1953 mit der Promotion zum Dr. med. univ. abschloss. Im selben Jahr begann er zu praktizieren und heiratete die ebenfalls als Augenärztin tätige Elisabeth Schmid. 
Sein tiefstes Interesse galt jedoch schon in dieser Zeit der Kunst, zunächst der Musik. Als Jugendlicher spielte er ausgezeichnet Klavier und träumte von einer Karriere als Pianist, Komponist oder Dirigent. Doch ein Besuch im Kunsthistorischen Museum in Wien im Jahr 1947 weckte seine lebenslange Leidenschaft für die Bildende Kunst. Nach einem kurzen Versuch, sich selbst als Maler zu betätigen, widmete er sich dem Sammeln von Kunst. Aufgrund begrenzter finanzieller Mittel, aber auch aus seiner tiefen Naturverbundenheit heraus, konzentrierte er sich zunächst auf österreichische Landschaftsmalerei der zweiten Hälfte des 19. Jahrhunderts, insbesondere den sogenannten „Stimmungsimpressionismus“. Die Mittel für seine ersten Kunstkäufe verdiente er sich als Nachhilfelehrer.
1950 entdeckte Leopold seinen späteren Lieblingskünstler, Egon Schiele, durch die einzige damals existierende Monografie, nämlich der von Otto Nirenstein aus dem Jahr 1930. Die in Schwarz-Weiß abgebildeten Werke faszinierten den jungen Augenarzt Rudolf Leopold sofort – sowohl durch ihre meisterhafte Komposition, die ihn an alte Meister erinnerte, als auch durch ihre moderne, existenziell aufgeladene Thematik. Und dies zu einer Zeit, als Schieles Kunst noch weithin als abartig und hässlich galt. Leopold verkaufte seine gesamte erste Sammlung, um sich Schiele-Werke leisten zu können, und begann zugleich, sich intensiv mit Leben und Werk des Künstlers auseinanderzusetzen. Er identifizierte Schlüsselwerke und suchte mithilfe der Provenienzliste aus Nirensteins Monografie gezielt deren Besitzer auf. Schieles Werke, insbesondere Zeichnungen und Aquarelle, waren damals noch vergleichsweise günstig zu erwerben. Doch Leopolds unermüdliche Sammelleidenschaft blieb nicht unbemerkt – mit der steigenden Nachfrage begannen auch die Preise langsam, aber stetig zu steigen. Ende der 1950er Jahre besaß Leopold bereits etwa zwei Drittel jener Kunstwerke, die heute den zentralen Bestand des Leopold Museums bilden.
Kunsthistorisch prägend wurde Rudolf Leopolds Neubewertung insbesondere von Egon Schieles Frühwerk. Diese radikale, tabubrechende und genuin expressionistische Schaffensphase interpretierte er nicht – wie damals verbreitet – als Ausdruck von Pathologie oder Pornografie, sondern aus ästhetischer, ikonologischer, psychologischer und existenzieller Perspektive. 1956 kuratierte Leopold den Schiele-Teil einer viel beachteten Ausstellung moderner österreichischer Kunst im Stedelijk Museum in Amsterdam. Erstmals wurde Schiele dadurch einem breiteren internationalen Publikum bekannt. Die Ausstellung tourte anschließend durch Deutschland und die Schweiz. Weitere bedeutende Stationen, die wesentlich zu Schieles weltweiter Anerkennung beitrugen und bei denen Leopolds Expertise sowie seine unkonventionelle Sammlungsauswahl eine entscheidende Rolle spielten, waren die Marlborough Gallery in London (1963) und das Guggenheim Museum in New York (1965).
Leopolds jahrelange Forschungen und sein umfassendes Wissen über Egon Schiele fanden ihren Höhepunkt in seiner eigenen Monografie Egon Schiele – Gemälde, Aquarelle, Zeichnungen (1972 auf Deutsch im Residenz-Verlag, 1973 auf Englisch erschienen). Dieses Werk trug maßgeblich dazu bei, Schiele den lange verwehrten Platz in der internationalen Kunstgeschichte zu sichern. Die Monografie enthält über 200 Farbabbildungen mit ausführlichen Interpretationen sowie ein kritisches Werkverzeichnis, einen Motivnachweis und eine bis heute maßgebliche Analyse von Schieles Œuvre. Leopold gliederte das Werk des früh verstorbenen Künstlers in fünf signifikante Schaffensphasen und ordnete diese kunsthistorisch ein. 2020 und 2022 wurde die Monografie im Hirmer-Verlag von Elisabeth Leopold in deutscher und englischer Sprache neu aufgelegt – ergänzt um einen aktuellen Provenienznachweis.
Zwischen 1989 und 1991 wurde die Ausstellung „Egon Schiele und seine Zeit“ mit großem Erfolg in Zürich, Wien, München, Wuppertal und London präsentiert. Es folgten zahlreiche weitere Ausstellungen in Städten wie Tübingen, Düsseldorf, Hamburg, Graz, New York, verschiedenen Orten in Japan und Barcelona. Auch zur Expo 2000 in Hannover wurden Werke Schieles gezeigt.
1994 brachte Rudolf Leopold mit Unterstützung der Republik Österreich und der Oesterreichischen Nationalbank seine Sammlung in die Leopold Museum Privatstiftung ein, die heute etwa 5.200 Kunstwerke umfasst. Für die Sammlung, die auf einen Wert von 8 Milliarden Schilling (ca. 581 Mio. Euro) geschätzt wurde, erhielt Leopold einen Ankaufspreis von 2 Milliarden Schilling (ca. 145 Mio. Euro), was einem Viertel des Schätzwertes entspricht. Zudem wurde er zum museologischen Direktor auf Lebenszeit ernannt. 2001 eröffnete das Leopold Museum im Wiener MuseumsQuartier und entwickelte sich mit an die 400.000 Besucher jährlich zur meistbesuchten Institution des MQ. Für sein Engagement wurde Rudolf Leopold 1997 mit dem Österreichischen Ehrenkreuz für Wissenschaft und Kunst I. Klasse ausgezeichnet.
Rudolf Leopold verstarb am 29. Juni 2010 und wurde am 6. Juli auf dem Grinzinger Friedhof im 19. Wiener Gemeindebezirk Döbling in einem ehrenhalber gewidmeten Grab der Stadt Wien (Gruppe 4, Nummer 43) beigesetzt. Als bedeutendster österreichischer Kunstsammler des 20. Jahrhunderts prägte er die Wahrnehmung der Moderne maßgeblich. Sein Lebenswerk, das Leopold Museum, wurde 2013 von der Times in London zu den fünfzig bedeutendsten Museen der Welt gezählt. Seine Frau, Elisabeth Leopold, stand ihm über Jahrzehnte als unentbehrliche Weggefährtin zur Seite – nicht nur im Privaten und als Arztkollegin, sondern auch in seinem Wirken als Sammler und Kunstexperte. Seit der Gründung der Leopold Museum Privatstiftung im Jahr 1994 war sie fest im Vorstand verankert und übernahm nach dem Tod ihres Mannes eine zentrale Rolle im Museum. 2022 zog sie sich auf eigenen Wunsch aus dieser Funktion zurück. Elisabeth Leopold verstarb am 13. August 2024 im Alter von 98 Jahren und wurde am 3. September an der Seite ihres Mannes auf dem Grinzinger Friedhof zur letzten Ruhe gebettet.

## Provenienzforschung und Restitutionsdebatte
Die Herkunft der Werke in ihrer Sammlung war der Leopold Museum-Privatstiftung und ihrem Direktor Rudolf Leopold seit der Gründung im Jahr 1994 ein zentrales Anliegen. Die Stiftung verfolgt das Ziel größtmöglicher Transparenz in Fragen der Provenienz und engagiert sich seither kontinuierlich in der wissenschaftlichen Aufarbeitung der Sammlungsgeschichte.
Obwohl das österreichische Kunstrückgabegesetz von 1998 auf die Sammlung des Leopold Museums keine direkte Anwendung findet, orientiert sich die Stiftung an den Prinzipien der Washingtoner Konferenz über Vermögenswerte aus der Zeit des Holocaust (1998) und bemüht sich um „gerechte und faire Lösungen“ in Fällen, in denen Kunstwerke während der NS-Zeit entzogen wurden.
Im Jahr 2003 wurde am Leopold Museum erstmals eine Stelle für Provenienzforschung eingerichtet, die zunächst von Robert Holzbauer und ab 2017 von Alfred Fehringer betreut wurde. Seit 2008 unterstützen Provenienzforscherinnen und -forscher im Auftrag des jeweils zuständigen Bundesministeriums die systematische Aufarbeitung der Sammlung. Zwischen 2008 und 2020 waren Michael Wladika und Sonja Niederacher mit dieser Aufgabe betraut. Seit Jänner 2021 wird die Provenienzforschung in enger Zusammenarbeit mit der Kommission für Provenienzforschung durch Konstantin Ferihumer weitergeführt.
Einträge zur Provenienzforschung im Leopold Museum finden sich im Lexikon der österreichischen Provenienzforschung sowie in der Online-Sammlung des Museums.